# Sužnji sendvičev
Sužnji sendvičev je slovenska glasbena skupina.

## Biografija
Zasedba je nastala kot duo leta 2003 (Jani Lah, Matej Krajnc). Prvi nastop: KUD France Prešeren. Sprva naj bi se zasedbi pridružil bobnar Andrej Hribar (kot Jani Lah član Projekta Triglav, zasedbe Tomaža Domicelja), a je zaradi pomanjkanja časa igral zgolj enkrat, pet let pozneje, na studijski različici skladbe Črne strani (Imamo dobro glasbo 2008).
Namesto njega je prišel Blaž Gregorin (Babewatch, Sfiltrom), bolj ali manj stalni pa so po letu 2004 bili trije kitaristi: Janez Hostnik (Don Mentony Band, Johnny's Band), Martin Pečar in Bojan Jurjevčič Jurki (Jurki & Basisti).
V obdobju 2004–2006 so precej igrali po vsej Sloveniji, od portoroškega Avditorija in ljubljanskega Konzorcija do kluba KGB v Mariboru. Jeseni 2004 so nastopili tudi v oddaji Izštekani. Repertoar zasedbe je bil pester: od avtorskih skladb do priredb starega rokenrola, Dylana, Cohena idr. Leta 2005 so v Jurkijevem studiu posneli singel Vedel sem (tudi spot za RTV Slovenija), leta 2008 pa so se v nekoliko drugačni postavi (od izvirne zasedbe sta takrat ostala samo Matej Krajnc in Jani Lah) s skladbo Črne strani udeležili projekta Imamo dobro glasbo Vala 202.
Leta 2013 so se Sužnji po dolgem premoru ponovno zbrali. Nastala je plošča Na meji z dvanajstimi avtorskimi skladbami Mateja Krajnca iz obdobja 1994–2012. Trenutna zasedba: Matej Krajnc, Jani Lah, Blaž Gregorin in Goran Radić - Gec. Kot pridruženi kitarist je na snemanjih za ploščo sodeloval tudi Jure Bajt. Leta 2015 so pri založbi Nika izdali album Antropoid. 

## Člani
- Matej Krajnc – izvirni Sendvič, pisec, publicist, prevajalec in kantavtor. Ukvarja se z raziskovanjem starejše poezije (večinoma 19. stol.) in rockerske poezije, z glasbeno zgodovino in s prevajanjem. Objavil je čez 100 knjig avtorske poezije, proze in prevodov ter več kot 200 glasbenih plošč.
- Jani Lah – izvirni Sendvič, basist zasedbe Projekt Triglav (Tomaž Domicelj), zdaj basira tudi pri bendu Requiem in zasedbi Jurki & Basisti. Oblikovalec ovitka plošče Na meji  in logotipa zasedbe Sužnji sendvičev.
- Blaž Gregorin – (skoraj) izvirni Sendvič, zasedbi se pridruži par mesecev po ustanovitvi, bobnal je sicer pri zasedbah Babewatch in Sfiltrom, sicer se ukvarja z oglaševanjem in je glas razuma Sužnjev.
- Goran Radić - Gec – ne čisto novopečeni Sendvič, saj je z zasedbo že sodeloval v živo v letu 2005. Z Matejem Krajncem ga veže dolgoletno pobratimstvo, glas vpijočega v puščavi ter dve desetletji in (skoraj) pol glasbenega ter siceršnjega druženja. Z zasedbo ga veže skupna glasbena estetika in veselje do dolgih voženj v Studio Na meji, kjer je nastala istoimenska plošča.

## Diskografija
Singli
- Vedel sem (2005)
- Črne strani (2008)
- Pod palmo, draga, ki je žile imela (2014)
- Prišlek (2014)
- Jesen (2015)
- Dale Watson Blues (2016)
- Drugam (2017)

Albumi
- Na meji (Akord Records/Subkulturni azil, 2013)
- Vse pesmi so tihe (Slušaj najglasnije!, 2014)
- Antropoid (Nika, 2015)